# تایلورسویل (کنتاکی)
تایلورسویل (به انگلیسی: Taylorsville) شهری در ایالت کنتاکی کشور ایالات متحده آمریکا است که جمعیت آن در سرشماری سال ۲۰۱۰ میلادی، ۷۶۳ نفر بوده‌است.